# Епархия Йопугона
 Епархия Йопугона (лат. Dioecesis Yopugonensis) — епархия Римско-Католической церкви с центром в городе Йопугон, Кот-д’Ивуар. Епархия Йопугона входит в митрополию Абиджана. Кафедральным собором епархии Йопугона является церковь Святейшего Сердца Иисуса Христа.

## История
8 июня 1982 года Римский папа Иоанн Павел II выпустил буллу «Quam invisimus », которой учредил епархию Йопугона, выделив её из архиепархии Абиджана.
14 октября 2006 года епархия Йопугона передала часть своей территории для возведения епархии Агбовиля.

## Ординарии епархии
- епископ Laurent Akran Mandjo (8.06.1982 — 28.11.2015, в отставке);
- епископ Jean Salomon Lezoutié (28.11.2015 — по настоящее время).

## Источник
- Annuario Pontificio, Libreria Editrice Vaticana, Città del Vaticano, 2003, ISBN 88-209-7422-3;
- Булла Quam invisimus  (лат.).